# Недељко Драгић
Недељко Драгић (Пакленица код Новске, 1936) хрватски је редитељ српског поријекла, као и аутор цртаних филмова, карикатура, стрипова и бројних илустрација.
Један од најбриљантнијих аутора Загребачке школе цртаног филма, данас свакако највећи живући аутор из златног доба школе.

## Биографија
Несуђени правник, који није никада завршио факултет, већ је у току студија открио цртачки талент и почео радити као карикатуриста и стрип цртач за бројне загребачке новине.
Потом почиње његов рад на цртаном филму, у студијима Загреб филма из Влашке улице, од првог цртаног филма Елегија (1965) до Слике из сјећања (1989). Развио је властити особени стил у анимацији на основу својег цртежа прожетог линеарном, карикатуристичком маниром. Његови најпознатији филмови су Иду дани, Можда Диоген, Кротитељ дивљих коња, Дневник, Туп - туп, Дан кад сам престао пушити и Слике из сјећања.
Филмом Туп - туп био је номинован за награду Оскар, а по многима му је та награда неправедно измакла 1974. за филм Иду дани (филм који сплетом разноразних околности није ни послан у Лос Анђелес). Америчка филмска академија му се на неки начин ипак одужила примајући га у своје чланство као првог филмског ствараоца с простора бивше Југославије.
Од почека 1990-их живи и ради у Немачкој.

## Награде
Добитник је бројних награда на фестивалима цртаног филма широм свијета, а 2002. добио је Вјесникову награду Крешо Голик за животни допринос филмској умјетности.
Има звање Витез од духа и хумора (Гашин сабор, 2018), које додељују Центар за уметност стрипа Београд при Удружењу стрипских уметника Србије и Дечји културни центар Београд

## Филмографија
- Елегија (1965)
- Кротитељ дивљих коња (1966)
- Можда Диоген (1968)
- Per Aspera Ad Astra (1969)
- Иду дани (1969)
- Туп - туп (1972)
- Дневник (1974)
- Дан када сам престао пушити (1982)
- Слике из сјећања (1989)
- Врата (1993)